# Églantine Rayer
Pour les articles homonymes, voir Rayer.
Églantine Rayer, née le 12 juin 2004 à La Ferté Macé (Normandie), est une coureuse cycliste française.

## Biographie
Églantine Rayer est originaire de Neuvy-au-Houlme dans l'Orne. À l'âge de dix ans, Églantine Rayer fait de l’athlétisme, elle n'est alors que spectatrice des courses de cyclisme sur route auxquelles son frère ainé Séraphin participe. Deux ans plus tard, le président du club de cyclisme de son frère lui prête un vélo de course et tout le matériel nécessaire pour pallier une absence dans l'équipe de jeunes coureuses de son équipe : pour Églantine, c'est une révélation devant les sensations que lui procure la course de vélo. 
En 2021, Églantine Rayer est en terminale, avec les spécialités SES et HLP au lycée Dumont d'Urville de Caen

## Carrière

### 2019-2021: débuts amateurs
En 2021, elle commence sa saison en Italie avec un podium sur le Piccolo Trofeo Alfredo Binda. En mai, elle participe au Tour du Gévaudan et termine 10e du classement général final. En juillet, elle est double championne de France sur route juniors (course en ligne et contre-la-montre) à Saint-Omer. Le mois suivant, elle se classe 4e du Bizkaikoloreak, en remportant le grand prix de la montagne. Quelques jours plus tard, elle termine 6e du contre-la-montre des championnats d’Europe sur route juniors, avant d’être médaillée de bronze sur la course en ligne. Elle participe ensuite aux championnats du monde sur route juniors, et finit dans le top 10 de l’épreuve chronométrée ainsi que de la course en ligne.

### 2022: US Pétruvienne
En mai, elle remporte le Tour du Gévaudan avec une étape en prime. Le 9 juillet, elle remporte au sprint, les championnats d'Europe sur route juniors devant trois Italiennes, après être devenue vice-championne d’Europe du contre-la-montre. Sur les championnats de France, elle remporte la médaille d’or du chrono juniors. En août, elle termine 3e de la Bizkaikoloreak. Le 24 septembre, à Wollongong (Australie), elle devient vice-championne du monde derrière la Britannique Zoe Bäckstedt. En octobre, elle remporte le Chrono des Nations juniors.

### 2023-2024: DSM
À 18 ans, Rayer passe professionnelle avec l’équipe DSM en s’engageant avec la formation pour deux saisons.
Elle commence sa saison 2023 en mars et prend le départ de plusieurs courses d’un jour durant trois mois, terminant 13e de l’Alpes Grésivaudan Classic pour sa meilleure performance. Elle réalise ensuite un excellent Tour de Suisse en terminant 5e de l’étape reine, et 10e du classement général final. En août, elle devient championne de France de contre-la-montre espoirs, et vice-championne en ligne. Plus tard, elle se classe 9e du Tour de Scandinavie et 8e du Grand Prix de Plouay. En fin de saison, elle prend une 7e place sur le chrono des championnats d’Europe sur route espoirs.
En 2024, elle commence sa saison en Espagne sur le Tour de la Communauté valencienne. Elle participe ensuite à plusieurs classiques en mars et avril, avant de prendre part au Tour de Burgos et au Tour de Suisse. En août, elle fait partie de la sélection française pour le Tour de l'Avenir, elle y remporte la deuxième étape, la première étape ayant été remportée par sa compatriote Marion Bunel. Finalement, elle s’adjuge le classement par points de la compétition.
En septembre, son nouveau contrat avec la formation FDJ-Suez est officialisé pour une durée de deux ans.

### Depuis 2025: FDJ-Suez
Rayer commence sa saison 2025 dès le mois de janvier avec le Tour Down Under féminin, la Surf Coast Classic féminine et la CEGORR. Elle mène ensuite durant les mois de mars, avril et mai une campagne des classiques, participant notamment à la Flèche wallonne et à Liège-Bastogne-Liège. En juin, après avoir bouclé le Tour de Suisse, elle termine 10e de la course en ligne des championnats de France sur route. Le mois suivant, elle prend le départ du Tour d'Italie, son premier grand tour. Ensuite, elle finit 7e de La Périgord Ladies, et monte sur le podium du contre-la-montre et de la course en ligne des championnats de France sur route espoirs. Elle participe ensuite au Tour de Pologne.

## Palmarès sur route

### Par années
- 2019
  - 3e du championnat de France sur route minimes-cadettes
- 2020
  - 3e du championnat de France sur route minimes-cadettes
- 2021
  -  Championne de France sur route juniors
  -  Championne de France du contre-la-montre juniors
  -  Médaillée de bronze du championnat d'Europe sur route juniors
  - 3e du Trofeo Alfredo Binda juniors
  - 6e du championnat d’Europe du contre-la-montre juniors
  - 7e du championnat du monde du contre-la-montre juniors
  - 8e du championnat du monde sur route juniors
- 2022
  -  Championne d'Europe sur route juniors
  -  Championne de France du contre-la-montre juniors
  - Tour du Gévaudan Occitanie juniors : 
    - Classement général
    - 1re étape

  - Chrono des Nations juniors
  -  Médaillée d'argent du championnat du monde sur route juniors
  -  Médaillée d'argent du championnat d'Europe du contre-la-montre juniors
  - 2e du championnat de France sur route du relais mixte juniors
  - 2e du Grand Prix de Chardonnay (cdf)
  - 2e de la Alpes Grésivaudan Classic
  - 3e de la Bizkaikoloreak
- 2023
  -  Championne de France du contre-la-montre espoirs
  - 2e du championnat de France sur route espoirs
  - 7e du championnat d'Europe du contre-la-montre espoirs
  - 8e de la Classic Lorient Agglomération
  - 9e du Tour de Scandinavie
  - 10e du Tour de Suisse
- 2024
  - 2e étape du Tour de l'Avenir Femmes
- 2025
  - 3e du championnat de France sur route espoirs
  - 3e du championnat de France du contre-la-montre espoirs

### Résultats sur les grands tours

#### Tour d'Italie
1 participation
- 2025 : 78e

### Classements mondiaux
| Année                                 | 2022 | 2023 | 2024 |
| ------------------------------------- | ---- | ---- | ---- |
| Classement UCI                        | 632e | 101e | nc   |
| UCI World Tour                        | nc   | 73e  | nc   |
|                                       |      |      |      |
| Légende : nc = non classéSource : UCI |      |      |      |